# Académie Donglin
 (septembre 2008).
Si vous disposez d'ouvrages ou d'articles de référence ou si vous connaissez des sites web de qualité traitant du thème abordé ici, merci de compléter l'article en donnant les références utiles à sa vérifiabilité et en les liant à la section « Notes et références ».

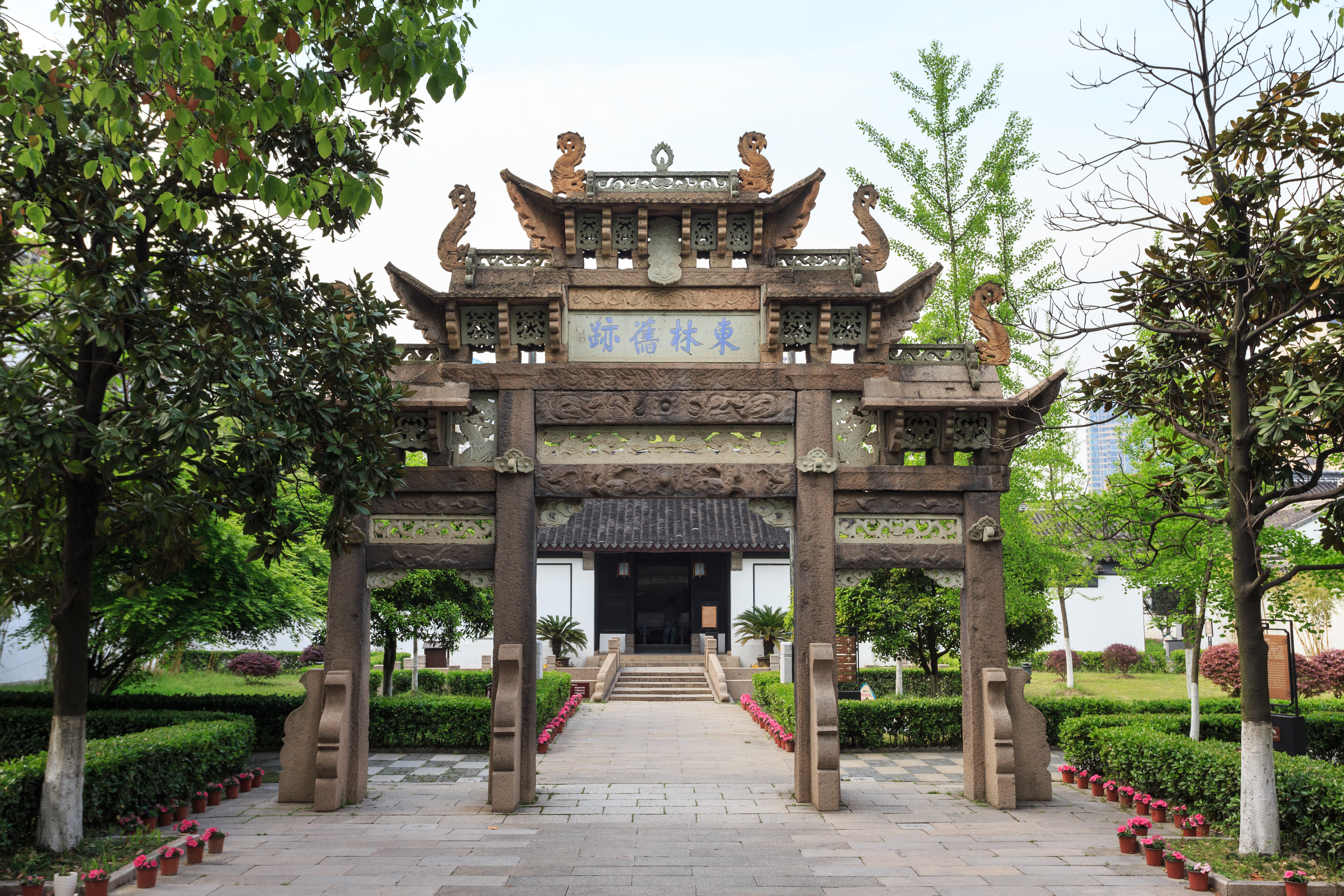
l'Académie Donglin restaurée dans la dynastie Qing

L'Académie Donglin (東林書院, Dōnglín Shūyuàn - littéralement Académie du bois de l'est ou encore lettrés intègres), également connue sous l'appellation d'Académie Guishan (龜山書院, Guīshān Shūyuàn), a été créée à Wuxi en 1111, durant la dynastie des Song du Nord. À l'origine il s'agissait d'une école du néo-confucianiste où enseignait le Maître Yang Shi, mais qui tomba en désuétude.
En 1604, durant le règne de l'empereur Wanli, Gù Xiànchéng (1550-1612), grand secrétaire des Ming, et Gao Panlong (1562-1626), un maître, restaurèrent l'Académie Donglin au même endroit avec l'appui financier des bourgeois et des officiers locaux. L'Académie donna son nom au mouvement Donglin.
Les membres de cette Académie développaient des thèses résolument anti-absolutistes, suivant la doctrine de Mencius, ainsi que la volonté de restaurer la Cour impériale des Ming suivant des valeurs confucéennes. Ils furent persécutés par l'eunuque de Cour Wei Zhongxian. Ils furent réhabilités après sa mort en 1627.